# Angèle Diabang Brener
Angèle Diabang Brener là nhà biên kịch, đạo diễn và nhà sản xuất phim đến từ Sénégal.

## Cuộc sống ban đầu và giáo dục
Angèle Diabang Brener sinh năm 1979 tại Dakar. Công việc đào tạo và giáo dục về làm phim của cô diễn ra ở Dakar tại Trung tâm Média de Dakar, sau đó tại trường điện ảnh nhà nước Pháp La Fémis ở Paris, và sau đó tại Filmakademie Baden-Wurm ở Đức.

## Sự nghiệp
Cô bắt đầu sự nghiệp với tư cách là một biên tập viên điện ảnh, sau đó vào năm 2005, cô làm đạo diễn cho bộ phim đầu tiên của mình, một bộ phim tài liệu về tiêu chuẩn sắc đẹp dành cho phụ nữ Sen-na có tên "Mon beau sourire". Cô điều hành công ty sản xuất Karoninka, được ghi nhận với hơn một chục bộ phim.

## Đóng phim
- 2005: Mon beau sourire [3][4]
- 2007: L'Homme est le remède de l'homme, với Ousseynou Ndiaye và El Hadji Mamadou "Leuz" Niang
- 2007: Le Revers de l'exil [2]
- 2007: Sénégalaises et Hồi giáo
- 2008: Yandé Codou, la griotte de Senghor [5]
- 2014: Congo, un médecin pour sauver les femmes [1] Một bộ phim tài liệu về công việc của Tiến sĩ Denis Mukwege.

## Giải thưởng
- Đối với Sénégalaises et Islam

- 2007. Giải thưởng của Ban giám khảo tại Festival Images citoyennes (Liège, Bỉ)
- 2007. Đề cập đặc biệt tại Liên hoan phim Apt của Liên hoan phim châu Phi (Apt, Pháp)